# Bommanahalli, Gudibanda
Bommanahalli là một làng thuộc tehsil Gudibanda, huyện Kolar, bang Karnataka, Ấn Độ.